# Louis Bergeron
Pour les articles homonymes, voir Louis Bergeron (ingénieur), Louis Bergeron (historien) et Bergeron.
Louis Bergeron (Chauny, 1er octobre 1811 - Croissy, 1er août 1890) est un journaliste, écrivain et auteur dramatique français. Son nom de plume était Émile Pagès.

## Biographie
Il fait des études de droit à Paris, études financées par un poste de surveillant dans une petite pension. Républicain convaincu dès la révolution de 1830, il entre à la Société des Droits de l’Homme et en devient chef d’une des sections les plus importantes de la capitale.
Participant à la tentative de révolte de juin 1832, il parvient à fuir mais, le 19 novembre il est accusé d’un attentat raté contre le roi Louis-Philippe. Arrêté, il nie les faits et son long procès se transforme en tribune républicaine. Faute de preuve, il est acquitté l'année suivante.
Devenu célèbre, il entre alors dans le journalisme d'opposition et signe tous ces articles sous le pseudonyme d’Émile Pagès. Il écrit ainsi pour la presse satirique comme Le Charivari, La Caricature, Le Pilori, Le Journal du Peuple ou encore Le Siècle.
En 1839, il fait paraître un recueil humoristique inspiré de La Fontaine, les Fables démocratiques mais en 1840, Émile de Girardin lance une campagne d’infamie contre lui dans son journal La Presse et révèle qu'il se cache sous le pseudonyme de Pagès. Bergeron provoque alors Girardin en duel mais celui-ci refuse le jugeant déshonorable. À l'Opéra, en public, pendant un concert de Berlioz, Bergeron vient alors gifler Girardin dans sa loge. Le scandale est immense et Bergeron est condamné à trois ans de prison.
Après la chute de la monarchie, il se voit attribuer en 1848 une pension de 500 francs sur la liste des récompenses nationales. Le Gouvernement le nomme alors Commissaire extraordinaire pour les départements de la Somme et de l'Aisne.
Il se retire de la vie publique après le coup d'État du 2 décembre 1851 et se consacre alors aux assurances-vie et au financement des retraites pour les ouvriers et les artistes.
Ses pièces ont été représentées au Théâtre des Délassements-Comiques et au Théâtre de l'Ambigu-Comique.
Il meurt à Croissy en 1890 et est inhumé dans le cimetière de la commune.

## Œuvres
- Campagnes d'Espagne et de Portugal sous l'Empire, 1833
- Fables démocratiques, 1839
- Un neveu, s'il vous plaît, folie-vaudeville en 1 acte, avec Albéric Second, 1839
- L'Andalouse de Paris, vaudeville en 1 acte, avec Michel Delaporte, 1840
- Une jeunesse orageuse, comédie-vaudeville en 2 actes, avec Charles Desnoyer, 1842
- L'Article de la mort, physiologie d'un enterrement, 1845
- Le Fou de Béthune, feuilleton, 1846
- L'Officier de marine, vaudeville en 1 acte, avec Bricet, 1847
- Chronique parisienne, sous le pseudonyme d’Émile Pagès, 1850
- Un mauvais père, 1852
- La Vérité sur les tontines indument appelées assurances mutuelles sur la vie, 1868
- Qu'est-ce que l'assurance sur la vie ?, 1870
- L'Avenir des familles, 1872
- Qu'est ce que l'assurance sur la vie ?, 1873
- Un rêve de banquier philanthrope, 1874
- La Confession de Madame X..., 1875
- Aux riches, 1876
- Les Sept milliards de la guerre remboursés en quarante-cinq ans sans augmentation d'impôts. Projet de conversion du 5 p. 100, 1876
- Une pierre de touche, 1877
- La Providence des artistes, 1886
- Quelle est ma vie ?, avec Léon Tolstoï, 1888
- Œuvres de L. Bergeron sur les assurances, 1891
- Entre femmes, causerie intime, 1892
- Assurances sur la vie. Le Talisman, souvenirs d'un assuré, posth., 1894